# Szjarhej Valerevics Harbok
Szjarhej Valerevics Harbok (oroszul:Сергей Валерьевич Горбок) (Minszk, 1982. december 4. –) fehérorosz származású orosz válogatott kézilabdázó, jelenleg az RK Vardar Szkopje játékosa.

## Pályafutása

### Klubcsapatokban
Szjarhej Harbok szülővárosában, Minszkben kezdett kézilabdázni az Arkatron csapatában. 2003-ban csapatával megnyerte a fehérorosz bajnokságot, ő pedig a góllövőlista második helyén végzett 259 góllal. 2003 és 2005 között az ukrán ZTR Zaporizzsja játékosa volt, innen szerződött 2005 júniusában a szlovén Celjéhez. A Bajnokok Ligája 2006–2007-es idényében nyolc mérkőzésen hatvan gólt szerzett és több európai élklub figyelmét is felkeltette. 2007 júliusában végül a német Rhein-Neckar Löwen ajánlatát fogadta el. Ezt követően szerepelt az orosz Csehovszkije Medvegyi csapatában, majd visszatért a Löwenhez. 2014-től két éven át a macedón RK Vardar Szkopje csapatát erősítette, majd 2016 nyarán két évre aláírt a MOL-Pick Szegedhez.
Harbok két éven át erősítette a csongrádi csapatot, tagja volt a 2017-2018-as szezonban bajnoki címet szerző csapatnak. 2018 nyarán visszatért a macedón Vardar Szkopjéhoz, amellyel megnyerte a Bajnokok Ligája 2018-2019-es kiírását.

### A válogatottban
2001. december 28-án játszotta első mérkőzését a fehérorosz válogatottban. Pályafutása során a belorusz nemzeti csapatban 42 találkozón 193 gólt szerzett. 2006-ban bejelentette, hogy a jövőben az orosz válogatottban kíván szerepelni, de 2007. június 6-án, miután találkozott a fehérorosz szövetség elnökével, meggondolta magát. Június 9-én Horbok is pályára lépett a svájciak elleni Európa-bajnoki selejtezőn Bresztben, és miután összesítésben jobbnak bizonyultak ellenfelüknél, a fehérorosz válogatott 1994 óta először kvalifikálta magát jelentős világversenyre, jelesül a 2008-as Európa-bajnokságra. 2009 végén újra elutasította a válogatott meghívót, családi okokra hivatkozva.
2011 júniusában hívták meg először az orosz válogatott edzőtáborába, 2012 márciusában pedig bemutatkozhatott a szbornajában. 2013-ban részt vett a világbajnokságon, ahol az orosz csapat a 7. helyen végzett.

## Családja
Nős, három gyermek édesapja.

## Sikerei, díjai
Arkatron Minszk
- Fehérorosz bajnok (1): 2002-2003

ZTR Zaporizzsja
- Ukrán bajnok (2): 2003-2004, 2004-2005

Csehovszkije Medvegyi
- Orosz bajnok (3): 2010-2011, 2011-2012, 2012-2013
- Orosz kupagyőztes (3): 2011, 2012, 2013

RK Vardar Szkopje
- Macedón bajnok (3): 2014-2015, 2015-2016, 2018-2019
- Macedón kupagyőztes (2): 2015, 2016
- Bajnokok Ligája-győztes (1): 2018–19
- SEHA-liga-győztes (1): 2019

Rhein-Neckar Löwen
- EHF-kupagyőztesek Európa-kupája döntős (1): 2007-2008

Pick Szeged
- Magyar bajnok (1): 2018